# Xavier Léon
Pour les articles homonymes, voir Léon.
Xavier Léon est un philosophe français né à Boulogne-Billancourt le 21 mai 1868 et mort à Paris le 21 octobre 1935. Il est fondateur de la Revue de métaphysique et de morale et de la Société française de philosophie (1901). Il organise les premiers grands congrès mondiaux de philosophie à partir de 1900. Il est un spécialiste des philosophies de Kant et de Fichte, et l'une des principales figures de l'institution philosophique française sous la Troisième République.

## Biographie
Xavier Léon était ami avec Henri Bergson, dont il a relu le texte de la conférence de 1911 sur « L'intuition philosophique », prononcée au Congrès international de philosophie de Bologne.
Le philosophe Gustave Belot a une longue correspondance épistolaire avec lui.

## Philosophie
L'historien de la philosophie Martial Guéroult interprète la philosophie de Xavier Léon comme la recherche d'une conciliation entre la morale et la métaphysique, soit entre les exigences du cœur et celles de la raison. Xavier Léon a entrepris la lecture de la Morale (Sittenlehre) de Fichte à la suite d'une remarque que lui fait son maître Paul Janet concernant leur similitude de pensée. Léon devient alors non seulement un historien mais un véritable disciple de Fichte. Il se met à étudier l'ensemble de son système. Le même désir de conciliation s'exprime dans la fondation de la Revue de métaphysique et de morale. Il s'agit d'affirmer la prééminence de la raison contre le positivisme aussi bien que le mysticisme. La morale rejoint la métaphysique comme affirmation du principe de la liberté qui est au fondement du système. Léon voit en Fichte le défenseur des principes de 1789, de l'affirmation kantienne du primat de la raison et de la liberté, d'une conception révolutionnaire, jacobine, anti-impérialiste et anti-pangermaniste de la politique. Il ne change pas de position pendant la Guerre de 1914-1918 alors que la philosophie allemande est discréditée en France et Fichte accusé d’en être le héraut.

## Œuvres
- La philosophie de Fichte : ses rapports avec la conscience contemporaine, précédé d'une préface d'Émile Boutroux, Paris, Félix Alcan, coll. «Bibliothèque de philosophie contemporaine», 1902.
- Fichte et son temps, Paris, Armand Colin, deux volumes, 1922-1927.